# Animal Boy
Animal Boy ist das 1986 erstmals erschienene neunte Studioalbum der US-amerikanischen Punkband Ramones.

## Entstehungsgeschichte
Die Ramones begannen mit den Studioaufnahmen zu Animal Boy im Dezember 1985 in den Intergalactic Studios. Obwohl die Arbeitsergebnisse des Produzenten-Teams Ed Stasium/T. Erdelyi bei ihrem Vorgängeralbum Too Tough to Die bei der Band, bei Kritikern und Fans gleichermaßen sehr positiv aufgenommen worden waren, wechselten sie erneut den Produzenten und engagierten den ehemaligen Gitarristen der Band Plasmatics, Jean Beauvoir, der zuvor bereits die Ramones-Single Bonzo Goes to Bitburg produziert hatte.

### Konflikte im Studio
Während der Aufnahmearbeiten setzte sich der seit dem 1981er-Studioalbum der Band, Pleasant Dreams, zwischen Sänger Joey Ramone und Gitarrist Johnny Ramone schwelende persönliche Konflikt fort. Laut Interviews mit Band-Mitgliedern äußerte sich dieser Konflikt beim Album Animal Boy insbesondere dadurch, dass der Gitarrist die meisten Kompositionen des Sängers zurückwies und sich weigerte, diese zu spielen. Das Ergebnis ist, dass Joey Ramone auf dem Album lediglich mit zwei im Alleingang geschriebenen Titeln vertreten ist. Bassist Dee Dee Ramone dazu in einem Interview mit dem englischen Musikmagazin New Musical Express:

“It’s not fair. […] It’s Johnny, man. Joey will present a great tune and Johnny won’t do it because it’s this or it’s that. […] That’s why Joey’s gotta do his solo album.”

„Das ist nicht gerecht. […] Es ist Johnny, Mann. Joey präsentiert eine großartige Komposition, und Johnny will sie wegen diesem oder jenem nicht spielen. […] Darum sollte Joey sein Solo-Album machen.“

Im Gegensatz dazu zeichnet der Bassist auf Animal Boy für neun der dreizehn Titel als alleiniger oder Co-Autor verantwortlich, davon bei dreien gemeinsam mit dem Gitarristen. Auch Joey Ramone selbst spielte zur Zeit der Entstehung des Albums mit dem Gedanken, ein Solo-Album herauszubringen, zeigte sich nach der Veröffentlichung von Animal Boy jedoch zuversichtlich, dass die schwersten Band-internen Probleme überwunden seien.

### Album-Cover
Für die Fotografie auf der Vorderseite der Albenhülle wurde wie bereits beim Vorgängeralbum Too Tough To Die Fotograf George DuBose verpflichtet. Das Cover-Foto zeigt die Band vor einem Gorillakäfig stehend; Schlagzeuger Richie Ramone hält einen Schimpansen auf dem Arm. Ursprünglich sollte das Foto im Affenhaus des Bronx Zoo aufgenommen werden, was die Zoodirektion jedoch abgelehnt hatte. Ersatzweise fand ein Studiotermin statt, mit dem befreundeten Legs McNeil, Autor des Punk Magazine, im Gorillakostüm hinter Gitterstäben. DuBose musste bei der Aufnahme mit Rücksicht auf den beteiligten Schimpansen auf Blitzlicht verzichten, weshalb das Foto einen starken Farbstich aufweist.

## Rezeption, Kritik
In der New York Times verlieh Musikkritiker Jon Pareles Animal Boy den Titel „Album of the Week“ mit der Begründung, die Ramones „sprechen für alle Außenseiter und Gestörten […] Ob sie in die Top 40 kommen oder nicht, die Ramones werden keinen Ausverkauf betreiben“, während sein Kollege beim US-Magazin The New Yorker, Robert Christgau, seine Meinung zum Album als „zwiespältig, zwischen Hit oder Niete“ bezeichnete und kritisierte, dass es dem Album „an der Konsistenz mangelt, mit der sie groß herausgekommen sind“. Der Autor und Ramones-Biograph Dick Porter bezeichnete Animal Boy als „deren erstes wirklich lausiges Album“.
In den britischen Top-40 Album Charts erreichte Animal Boy 1986 Platz 31, in den US-Billboard-Charts kam es im Mai 1986 lediglich bis auf Platz 147.

## Die Musikstücke des Albums (Auswahl)
My Brain is Hanging Upside Down (Bonzo Goes to Bitburg) wurde von Joey Ramone und Dee Dee Ramone geschrieben und war vor der Veröffentlichung auf Animal Boy bereits 1985 in Großbritannien unter dem kürzeren Titel Bonzo Goes to Bitburg als Single erschienen. Der Song ist die erste Komposition im Repertoire der Ramones, die explizit ein Ereignis des politischen Tagesgeschehens zum Inhalt hat. Der Liedtext ist eine Reaktion auf den umstrittenen Besuch des deutschen Soldatenfriedhofs Bitburg in Rheinland-Pfalz am 5. Mai 1985 durch den damaligen US-Präsidenten Ronald Reagan. Reagan hatte den Besuch auf dem Friedhof, auf dem auch Angehörige der Waffen-SS bestattet sind, zu einer Kranzniederlegung anlässlich eines Staatsbesuchs gemeinsam mit dem damaligen deutschen Bundeskanzler Helmut Kohl absolviert.
Die Bezeichnung „Bonzo“, im Song als Spottname für Reagan verwendet, ist durch den US-Kinofilm Bedtime for Bonzo inspiriert, in dem Reagan eine Hauptrolle spielte – neben einem Schimpansen mit dem Filmnamen „Bonzo“. Der Songtext kritisiert den Friedhofsbesuch mit SS-Gräbern als etwas Unverständliches, das den Sänger – Joey Ramone war Jude – fassungslos macht. Textzitat: „You’re a politician, don’t become one of Hitler’s children.“ (Sie sind Politiker, werden Sie nicht eines von Hitlers Kindern.) Der Sänger machte seiner Empörung über Reagans Handeln in einem Interview aus dem Jahr 1985 Luft:
„What Reagan did was fucked up. […] How can you fuckin’ forgive the Holocaust?
How can you say ‘Oh well, it’s OK now?’ That’s crazy.“
(deutsch, sinngemäß: „Was Reagan da tat, war total daneben. […] Wie zum Teufel kann man
nur den Holocaust verzeihen? Wie kann man sagen ,Na gut, mittlerweile ist es okay‘? Das ist doch verrückt.“)
Gitarrist Johnny Ramone, bekennender Anhänger der US-Republikaner, der Reagan als den „besten Präsidenten unseres Lebens“ bezeichnete, protestierte gegen die Veröffentlichung des Stücks auf dem Album Animal Boy mit den Worten „Ihr könnt meinen Präsidenten nicht einen Affen nennen!“ Zwar konnte er nur eine geringfügige Erweiterung des Songtitels durch die Ergänzung My Brain is Hanging Upside Down durchsetzen, jedoch spielten die Ramones den Song auch live. Johnny Ramone war der Auffassung, seine politischen Ansichten der Musik unterzuordnen.
Bonzo Goes to Bitburg gewann 1985 bei den New York Music Awards die Auszeichnung „Best Independent Single“.

## Titelliste
1. Somebody put Something in my Drink (Richie Ramone)
2. Animal Boy (Dee Dee Ramone/Johnny Ramone)
3. Love Kills (Dee Dee Ramone)
4. Apeman Hop (Dee Dee Ramone)
5. She Belongs to Me (Dee Dee Ramone/Jean Beauvoir)
6. Crummy Stuff (Dee Dee Ramone)
7. My Brain is Hanging Upside Down (Bonzo Goes to Bitburg) (Joey Ramone/Dee Dee Ramone/Jean Beauvoir)
8. Mental Hell (Joey Ramone)
9. Eat That Rat (Dee Dee Ramone/Johnny Ramone)
10. Freak of Nature (Dee Dee Ramone/Johnny Ramone)
11. Hair of the Dog (Joey Ramone)
12. Something to Believe In (Dee Dee Ramone/Jean Beauvoir)

## Single-Auskopplungen
- Somebody put Something in my Drink/Something to Believe In (UK, April 1986)
- Crummy Stuff/I Don’t Want to live this Life (Anymore) (UK, Juli 1986)
- Something to Believe In/Animal Boy (USA)

## Video
Um das Album zu bewerben, wurde zur Single-Auskopplung Something to Believe In das Musikvideo Ramones Aid gedreht. Das Video parodiert die Spendenkampagne um das Benefizkonzert Live Aid vom Juli 1985 sowie die im Mai 1986 von der New York Times initiierte Kampagne Hands Across America mit dem Ramones-Slogan Hands Across Your Face. Das Video zeigt eine Vielzahl von absurden Situationen, in denen Menschen einander an den Händen halten, sowie eine Anzahl von prominenten Darstellern – darunter Weird Al Yankovic, The B-52s, Spinal Tap und Ted Nugent – die ironisch dazu auffordern, für den guten Zweck namens Ramones Aid zu spenden.